# Cobá
Cobá è un sito archeologico costruito dalla civiltà Maya situato nello stato di Quintana Roo in Messico. Si trova a circa 90 km a est del sito Maya di Chichén Itzá e a 44 km a nord-ovest del sito di Tulum.

## Descrizione
Cobá si trova attorno a due lagune. Vi sono alcuni sacbé che vanno verso est sulla costa caraibica e il più lungo copre oltre 100 km di distanza andando verso ovest a al sito di Yaxuná. Il sito possiede diverse grandi piramidi, la più grande delle quali è nel gruppo di piramidi Nohoch Mul, alta 42 metri.
Cobá era popolata da 50 000 abitanti e copriva un'area pari a 80 km². Il periodo in cui si costruirono più monumenti fu tra il periodo Medio e quello Classico, tra il 500 e il 900, con la gran parte dei geroglifici datata intorno al VII secolo. Cobá rimase un sito importante nell'era Post-Classica dove vennero costruiti altri templi e quelli vecchi vennero restaurati fino al XIV secolo.

## Economia
Cobá commerciava con altre comunità Maya, specialmente quelle a sud presso la costa caraibica (moderni Belize e Honduras)e spesso con le comunità portuali di Xcaret, Xel-Há, Tancah e Tulum.

## Esplorazioni moderne

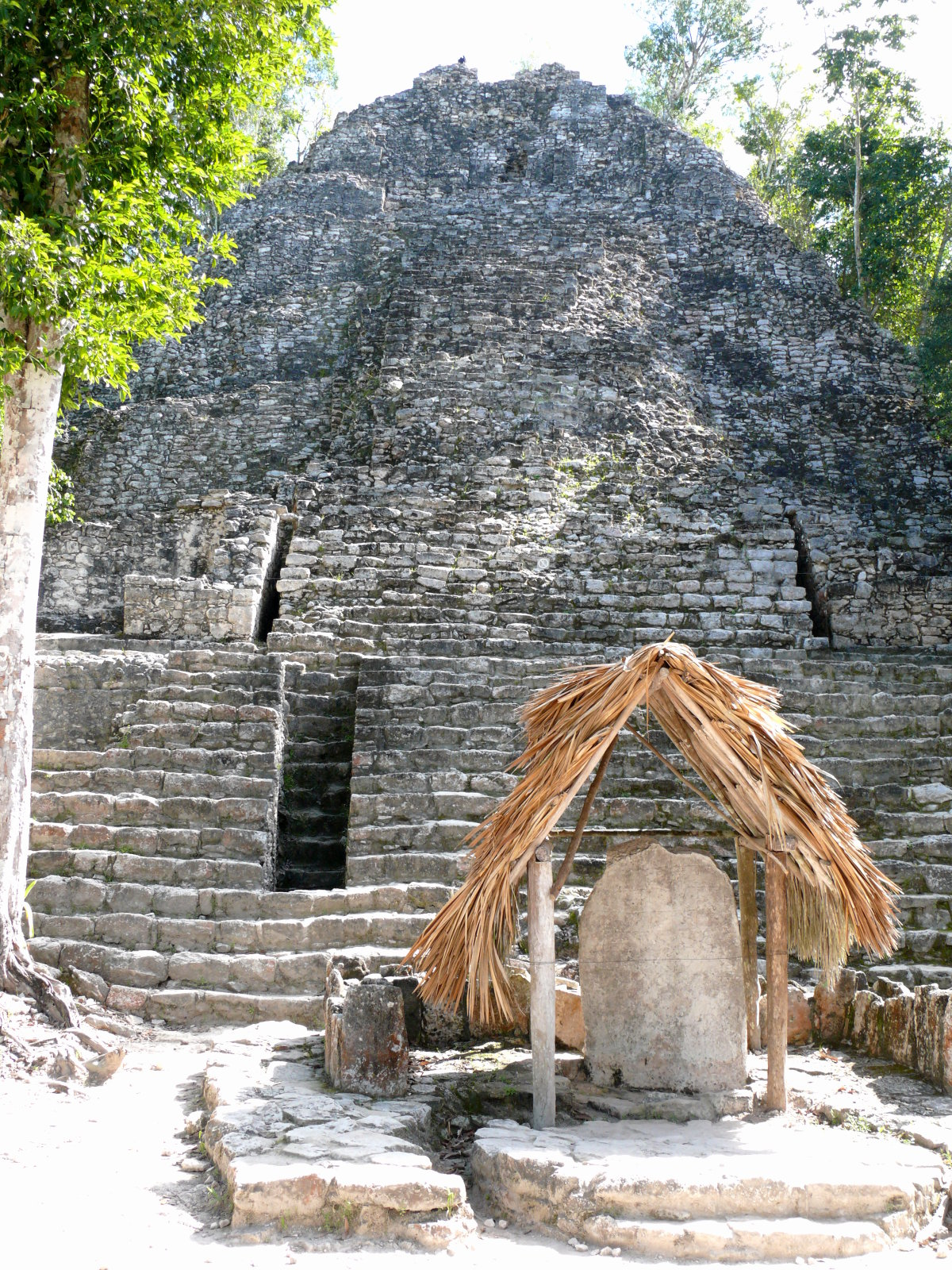
Vista frontale della struttura piramidale conosciuta come La iglesia nel Gruppo B.

L'esistenza del sito non venne mai completamente dimenticata ma non venne esaminato da esperti fino al 1920 circa. John Lloyd Stephens dichiarò di avere sentito parlare del sito nel 1841 ma essendo il luogo distante da ogni strada moderna o villaggio decise di evitare la visita a causa delle difficoltà. Per gran parte del XIX secolo la zona non poté essere visitata a causa della guerra delle Caste. Teoberto Maler visitò Cobá nel 1893 e fece almeno una fotografia, ma non la pubblicò e il sito rimase sconosciuto agli archeologi.
L'esploratore dilettante Dr. Thomas Gann venne accompagnato al sito da alcuni cacciatori Maya nel febbraio del 1926. Gann pubblicò la prima descrizione del sito in quell'anno e diede una descrizione sommaria agli archeologi del progetto Carnegie Institution a Chichén Itzá, i quali organizzarono una spedizione comandata da J. Eric S. Thompson. I rapporti iniziali di Thompson riguardavano un sito di grandi dimensioni con molte iscrizioni e Sylvanus Morley decise in seguito di dedicare molta attenzione al sito. Eric Thompson visitò il sito diverse volte nel 1932 e pubblicò una descrizione dettagliata. Il sito venne visitato poco a causa della zona remota in cui si trovava, fino a che non vi venne costruita la prima strada moderna negli anni settanta.

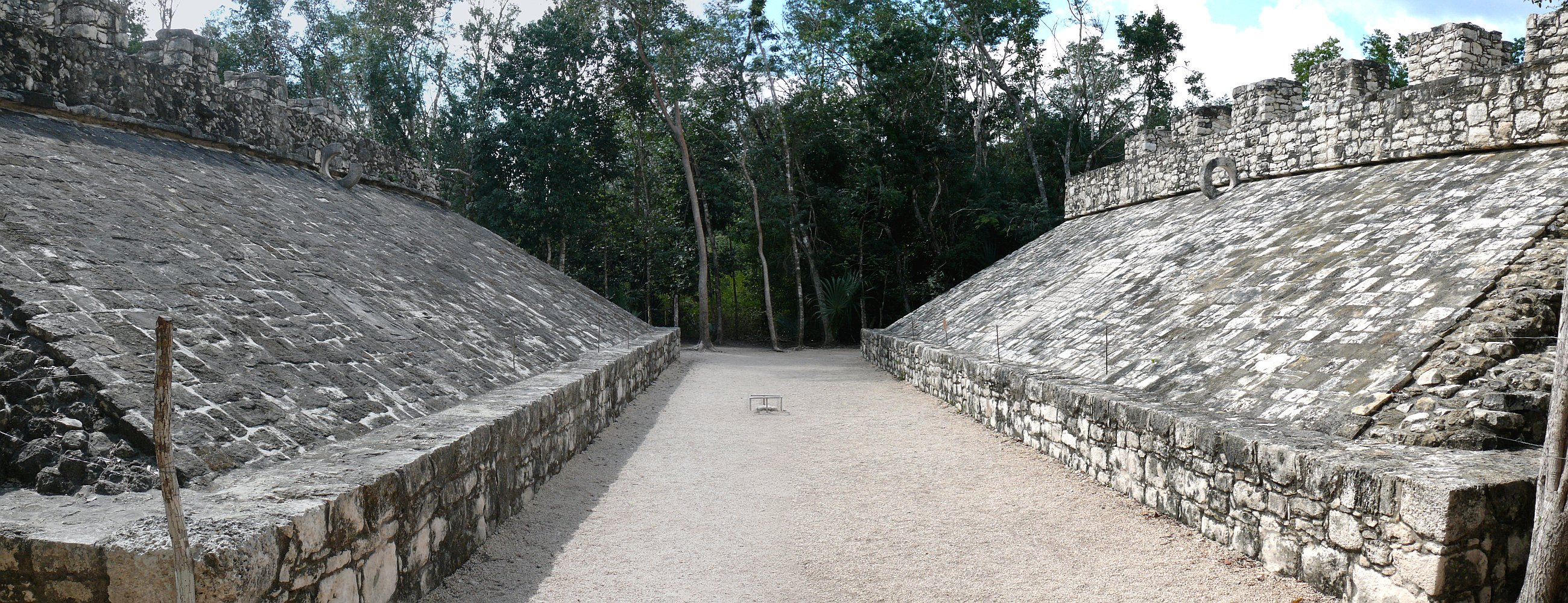
Uno dei due giardini per il gioco della palla

L'Istituto nazionale di antropologia e storia messicana fece attuare alcuni scavi nel 1972 condotti da Carlos Navarrete, e restaurò un paio di costruzioni. All'inizio degli anni ottanta venne costruita una nuova strada, con un servizio bus, e venne aperto un piccolo Hotel Villas Archeologicas. Oggigiorno i residenti nel villaggio sono 1 167 secondo il censimento del 2005.
Poco tempo dopo Cobá diventò una località turistica, con molti visitatori provenienti da Cancún e dalla Riviera Maya. Solo una piccola parte del sito è stata liberata dalla giungla e restaurata dagli archeologi. Cobá, come gli altri siti archeologici in Messico, è aperto al pubblico alla domenica e durante le feste nazionali.
Vicino alle rovine si trova un pueblo, con dei ristoranti e dei negozi che vendono manufatti locali.